# Pamekaran (Banyusari)
Pamekaran is een bestuurslaag in het regentschap Karawang van de provincie West-Java, Indonesië. Pamekaran telt 4214 inwoners (volkstelling 2010).